# رابیندرانات تاگور (فیلم)
رابیندرانات تاگور (به هندی: Rabindranath Tagore) فیلمی مستند محصول سال ۱۹۶۱ و به کارگردانی ساتیاجیت رای است. در این فیلم بازیگرانی همچون رایا چاترجی، سوانال گونگالی، اسماران غوسال، پراندو موکرجی، سوبیر بوس، فانی نان، نورمن الیس ایفای نقش کرده‌اند.
این فیلم به زندگی رابیندرانات تاگور شاعر، فیلسوف، موسیقیدان و چهره‌پرداز اهل بنگال هند می‌پردازد.